# دنی ترخو
دن «دنی» ترخو (به انگلیسی: Dan "Danny" Trejo) (زاده ۱۶ مه ۱۹۴۴) بازیگر آمریکایی است.
او یک زندانی سابقه‌دار بود که بعد از آزادی به‌طور اتفاقی به یک پروژهٔ سینمایی اضافه شد و توانست خیلی زود به یکی از بازیگران مشهور هالیوود بدل شود. فیلم مستند زندانی شماره ۱ بر اساس زندگی او ساخته شده‌است.

## بخشی از فیلم‌شناسی
- کیج (۱۹۸۹)
- کینجت (۱۹۸۹)
- زندان (۱۹۸۹)
- زن اغواگر (۱۹۹۱)
- همزاد (۱۹۹۳)
- آخرین نور (۱۹۹۳)
- زندگی دیوانه من (۱۹۹۳)
- مخمصه (۱۹۹۵)
- دسپرادو (۱۹۹۵)
- شش روز، هفت شب (۱۹۹۸)
- دوزخ (۱۹۹۹)
- کارخانه حیوانات (۲۰۰۰)
- بچه‌های جاسوس (۲۰۰۱)
- شیطان را بران (۲۰۰۲)
- بچه‌های جاسوس ۲ (۲۰۰۲)
- بازی‌های گوزن قطبی (۲۰۰۲)
- تریپل اکس (۲۰۰۲)
- روزی روزگاری در مکزیک (۲۰۰۳)
- بچه‌های جاسوس ۳ (۲۰۰۳)
- گوینده: افسانه ران برگندی (۲۰۰۴)
- مطرودین شیطان (۲۰۰۵)
- کلاغ: دعای شیطانی (۲۰۰۵)
- بچه شری (۲۰۰۶)
- صورت خندان (۲۰۰۷)
- هالووین (۲۰۰۷)
- کوره (۲۰۰۷)
- ریچارد سوم (۲۰۰۸)
- تنها در تاریکی ۲ (۲۰۰۸)
- خط (۲۰۰۹)
- قدیس جان از لاس وگاس (۲۰۰۹)
- ماشته (۲۰۱۰)
- غارتگران (۲۰۱۰)
- سمی (۲۰۱۰)
- اسلحه (۲۰۱۰)
- کریسمس استثنایی هارولد و کومار (۲۰۱۱)
- وایولت و دیزی (۲۰۱۱)
- ماپت‌ها (۲۰۱۱)
- قداره کشتار (۲۰۱۳)
- گلوله (۲۰۱۴)
- به من برس (۲۰۱۴)
- خوب، بد و مرده (۲۰۱۵)
- لک‌لک‌ها (۲۰۱۶)
- نهایت ضربه (۲۰۱۷)
- مسابقه مرگ: فراتر از هرج و مرج (۲۰۱۸)
- دورا و شهر گمشده طلایی (۲۰۱۹)
- شتاب (۲۰۱۹)
- باب اسفنجی: اسفنج در حال فرار (۲۰۲۰)
- پای آمریکایی: قوانین دخترانه (۲۰۲۰)
- یاغی‌ها (۲۰۲۲)